# 스윙맨
스윙맨(영어: Swingman)은 특히 구기에서 사용되는 용어이다.

## 농구
농구의 포지션에서 스몰 포워드와 슈팅 가드를 모두 플레이하는 선수를 가리키는 용어이다.
과거 포지션 별 역할이 정해져있던 때는 스윙맨은 슈팅 가드와 스몰 포워드를 가리키는 용어였지만 현대의 스윙맨은 포지션으로 구분하기는 힘들다.
슈팅 가드와 스몰 포워드가 과거에 스윙맨이라고 불리던 이유는 과거 볼 운반을 주로 포인트가드가 하고 패스의 기점도 포인트 가드였기 때문에 슈팅 가드와 스몰 포워드는 주로 엔드라인을 시계추처럼 왔다갔다하면서 움직이며 공간과 공격찬스를 얻었기 때문에 스윙맨이라는 이름으로 통칭했던 것이다.
포지션의 구분이 명확하지 않은 현대 농구에서 스윙맨은 볼을 가지지 않은 움직임으로 득점 기회를 얻는 역할을 하는 선수들을 스윙맨이라고 한다.

## 야구
야구에서 스윙맨은 구원 투수와 선발 투수 모두로 활약할 수 있는 투수다.

## 같이 보기
- 올라운더